# Leandro Ávila
Leandro Ávila, właśc. Leandro Coronas Ávila (ur. 6 kwietnia 1971 w Porto Alegre) – brazylijski piłkarz, występujący podczas kariery na pozycji pomocnika.

## Kariera klubowa
Leandro Ávila rozpoczął piłkarską karierę w CR Vasco da Gama w 1988 roku. Z Vasco da Gama czterokrotnie zdobył mistrzostwo stanu Rio de Janeiro – Campeonato Carioca w 1988, 1992, 1993, 1994 roku. W 1995 roku przeszedł do lokalnego rywala - Botafogo. Z Botafogo zdobył mistrzostwo Brazylii 1995.
Pierwszą część 1996 roku spędził w SC Internacional, z którego przeszedł do SE Palmeiras. W 1997 powrócił do Rio de Janeiro do Fluminense FC. Po spadku Fluminense do drugiej ligi Leandro przeszedł do lokalnego rywala - CR Flamengo. We Flamengo grał przez trzy lata i podczas tego okresu trzykrotnie zdobył mistrzostwo stanu Rio de Janeiro – Campeonato Carioca w 1999, 2000, 2001 oraz Copa Mercosur 1999. W 2001 roku powrócił do Botafogo, z którego przeszedł do Internacionalu. W 2003 roku jedyny raz wyjechał do Arabii Saudyjskiej do Al-Hilal. Po powrocie do Brazylii Leandro grał jeszcze w Marílii i Serrano, gdzie zakończył karierę w 2004 roku.

## Kariera reprezentacyjna
Leandro Ávila ma za sobą występy w reprezentacji Brazylii, w której zadebiutował 22 lutego 1995 w wygranym 5-0 towarzyskim meczu z reprezentacją Słowacji. W tym samym roku Leandro uczestniczył w Copa América 1995, na którym Brazylia zajęła drugie miejsce przegrywając w finale w karnych z Urugwajem. W turnieju w Urugwaju wystąpił w dwóch spotkaniach z Ekwadorem i USA. Siódmy i ostatni raz w reprezentacji Leandro zagrał 2 kwietnia 1997 w wygranym 4-0 towarzyskim meczu z Chile.

## Ciekawostki
- Leandro Ávila jest jednym z dziesięciu piłkarzy, którzy występowali w czterech największych klubów z Rio de Janeiro: Flamengo, Fluminense, Vasco da Gama oraz Botafogo[1].